# متحف هيروشيما التذكاري للسلام
متحف هيروشيما التذكاري للسلام هو متحف يقع في حديقة هيروشيما للسلام التذكارية في وسط هيروشيما باليابان، وهو مخصص لتوثيق القصف الذري علی هيروشيما في الحرب العالمية الثانية.
أقيم المتحف في أغسطس 1955 بقاعة هيروشيما للسلام التذكارية (الآن International Conference Center Hiroshima [広島国際会議場] .). إنها أشهر وجهات هيروشيما للرحلات الميدانية المدرسية من جميع أنحاء اليابان وللزوار الدوليين. زار المتحف 53 مليون شخص منذ افتتاحه في عام 1955 حتى عام 2005، بمتوسط أكثر من مليون زائر سنويًا. كان المهندس المعماري للمبنى الرئيسي هو كنزو تانج.

## محتوى المتحف

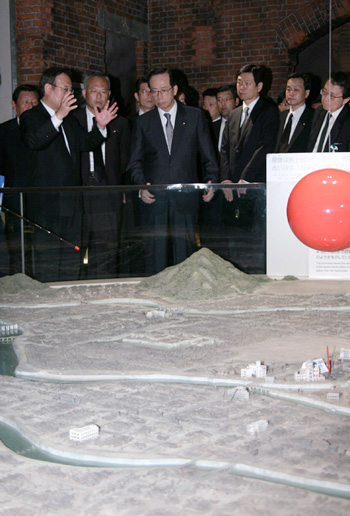
عمدة هيروشيما تاداتوشي أكيبا ورئيس الوزراء الياباني ياسو فوكودا مع نموذج المدينة في 6 أغسطس 2008

وفقًا للمقدمة في الدليل الإنجليزي لمتحف هيروشيما التذكاري للسلام:
«يقوم متحف السلام التذكاري بجمع وعرض المتعلقات التي تركها الضحايا والصور والمواد الأخرى التي تنقل الرعب الذي خلفه ذلك الحدث، بالإضافة إلى المعروضات التي تصف مدينة هيروشيما قبل وبعد التفجيرات وغيرها من المعروضات التي تعرض الوضع الحالي للعصر النووي. كل عنصر معروض يجسد حزن أو غضب أو ألم أناس حقيقيين. بعد أن تعافت الآن من كارثة القنبلة الذري، فإن أمنيات هيروشيما العميقة هي إزالة جميع الأسلحة النووية وتحقيق مجتمع دولي سلمي حقًا.»
لتسهيل التعليم، تم تجديد المتحف في عام 1994 وتم تقسيمه الآن إلى قسمين.
شرح الجناح الشرقي - أحدث إضافة - تاريخ مدينة هيروشيما قبل القنبلة، وتطورها وقرارها بإسقاط القنبلة، وحياة مواطني هيروشيما خلال الحرب العالمية الثانية وبعد القصف، وانتهى بمعلومات عن العصر النووي والجهود المبذولة من أجل السلام الدولي. يشتمل هذا القسم على نموذج يوضح الأضرار التي لحقت بالمدينة. وقد تم تبادل بعض الرسائل المهمة بين العلماء وكبار القادة في تلك الحقبة تتحدث عن التطور الذري والنتيجة المتوقعة لاستخدامها.
ركز الجناح الغربي، الذي كان جزءًا من المتحف القديم، على تدمير القنبلة. تضمنت المقاطع الشاهد المادي، والتي أظهرت الملابس والساعات والشعر والأغراض الشخصية الأخرى التي كان يرتديها ضحايا القنبلة؛ الضرر الناتج عن أشعة الحرارة، وهو قسم نظر إلى ما حدث للخشب والحجر والمعدن والزجاج واللحم من الحرارة؛ الضرر الناجم عن الانفجار، مع التركيز على الدمار الناجم عن الصدمات اللاحقة للانفجار، والأضرار الناجمة عن الإشعاع والتي تناولت بالتفصيل الآثار الصحية التي يعاني منها الإنسان.
بدأ المتحف في تجديدات كبيرة في عام 2014. أعيد افتتاح الجناح الشرقي في أبريل 2017، ويضم المزيد من العروض التفاعلية واستبدال نموذج المدينة بنسخة جديدة تستخدم خرائط الإسقاط لإظهار آثار انفجار القنبلة. عندما أعيد فتح الجناح الشرقي، تم إغلاق القاعة الرئيسية للتعديل التحديثي الزلزالي حتى 25 أبريل 2019. تم تجديد المعروضات أيضًا خلال هذا الوقت للتركيز بشكل أكبر على ممتلكات الضحية، وهي مقسمة الآن إلى أربعة أقسام: معرض تمهيدي في الجناح الشرقي، «واقع القنبلة الذرية» ومعرض في المبنى الرئيسي، «أخطار أسلحة نووية» في الجناح الشرقي، و«تاريخ هيروشيما» في الجناح الشرقي.

## صالة عرض

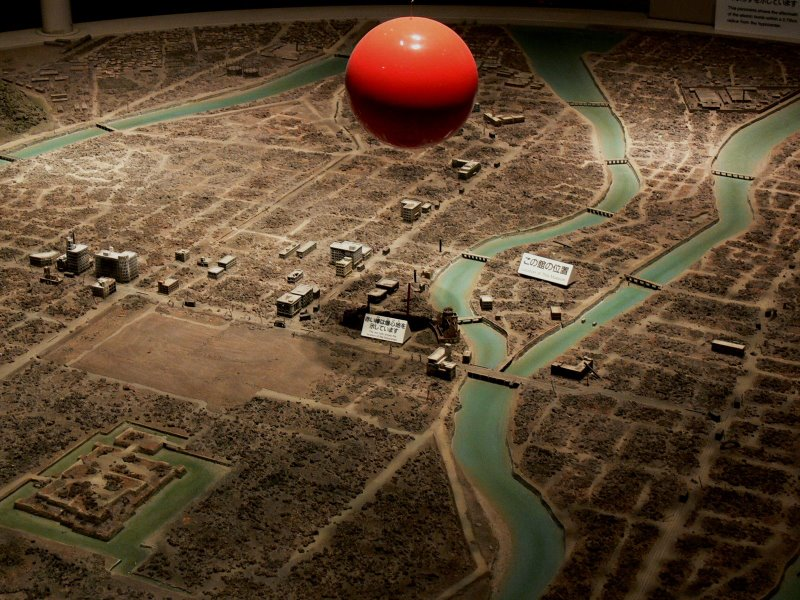
وسوت النموذج السابق لمدينة هيروشيما بالأرض بعد الانفجار. الكرة الحمراء تصور نقطة الانفجار.
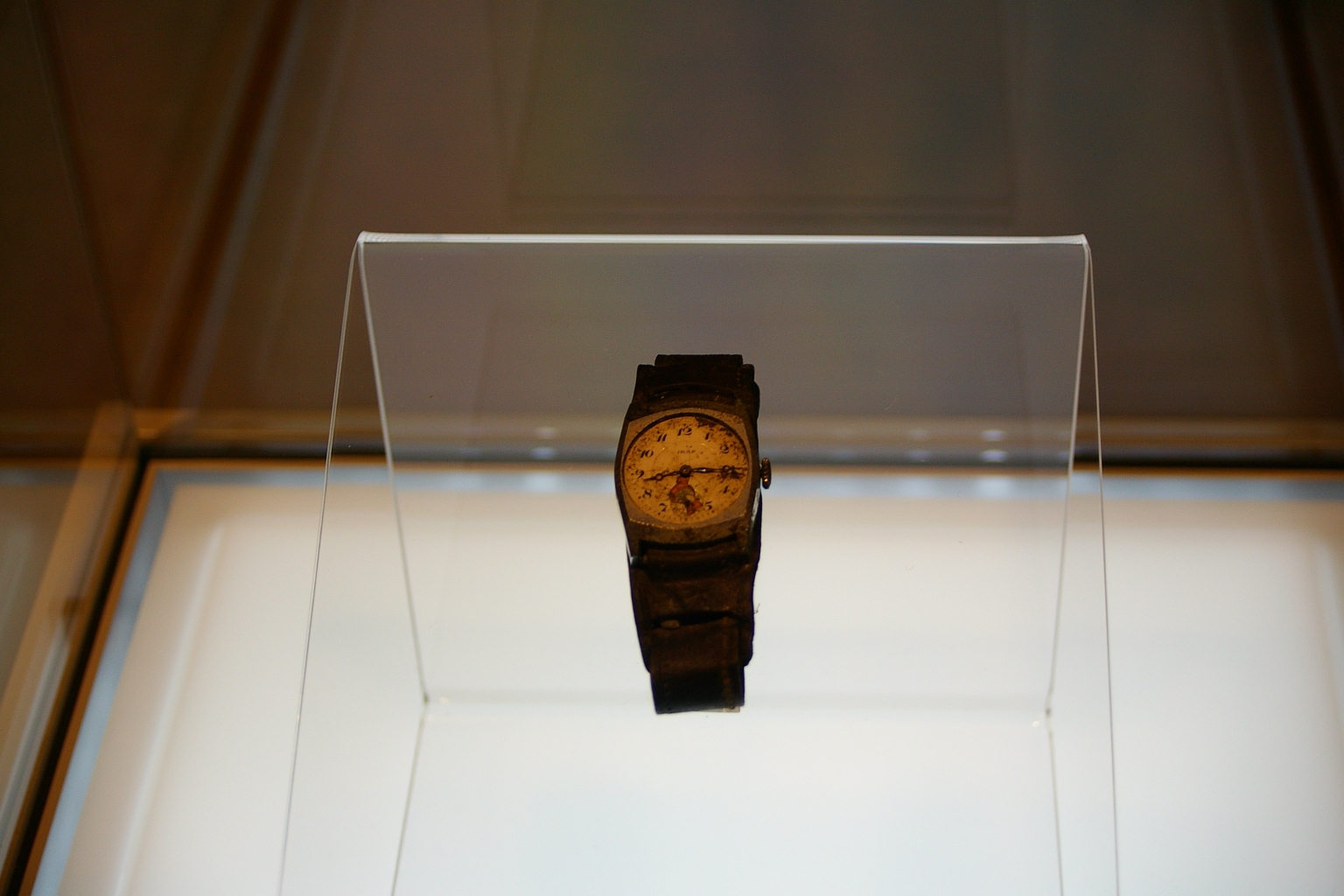
ساعة توقفت وقت القصف الذري
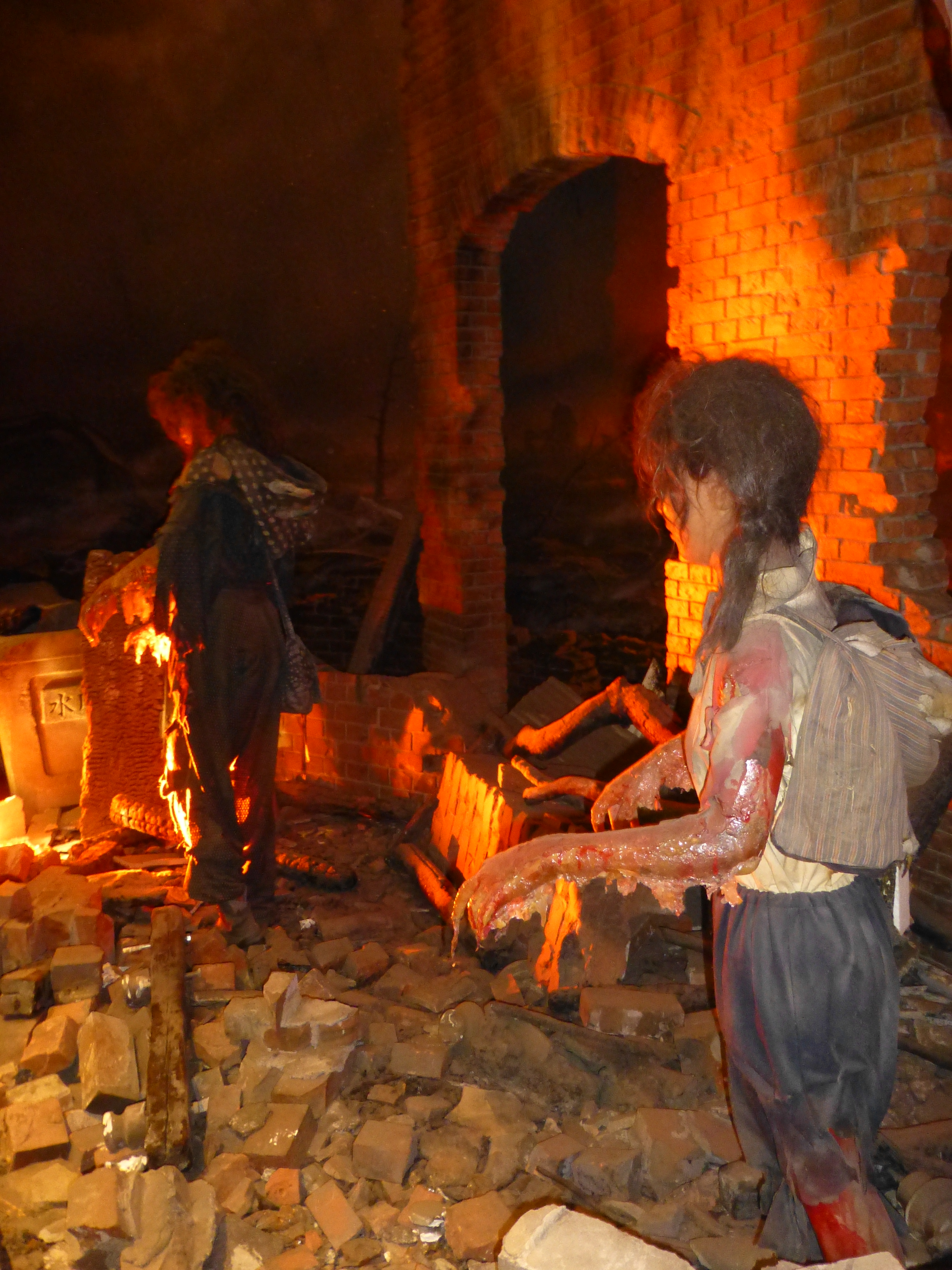
إعادة بناء الأضرار المادية على الأشخاص والمباني بعد انفجار القنبلة الذرية الأمريكية في هيروشيما (6 أغسطس 1945) في متحف هيروشيما التذكاري للسلام
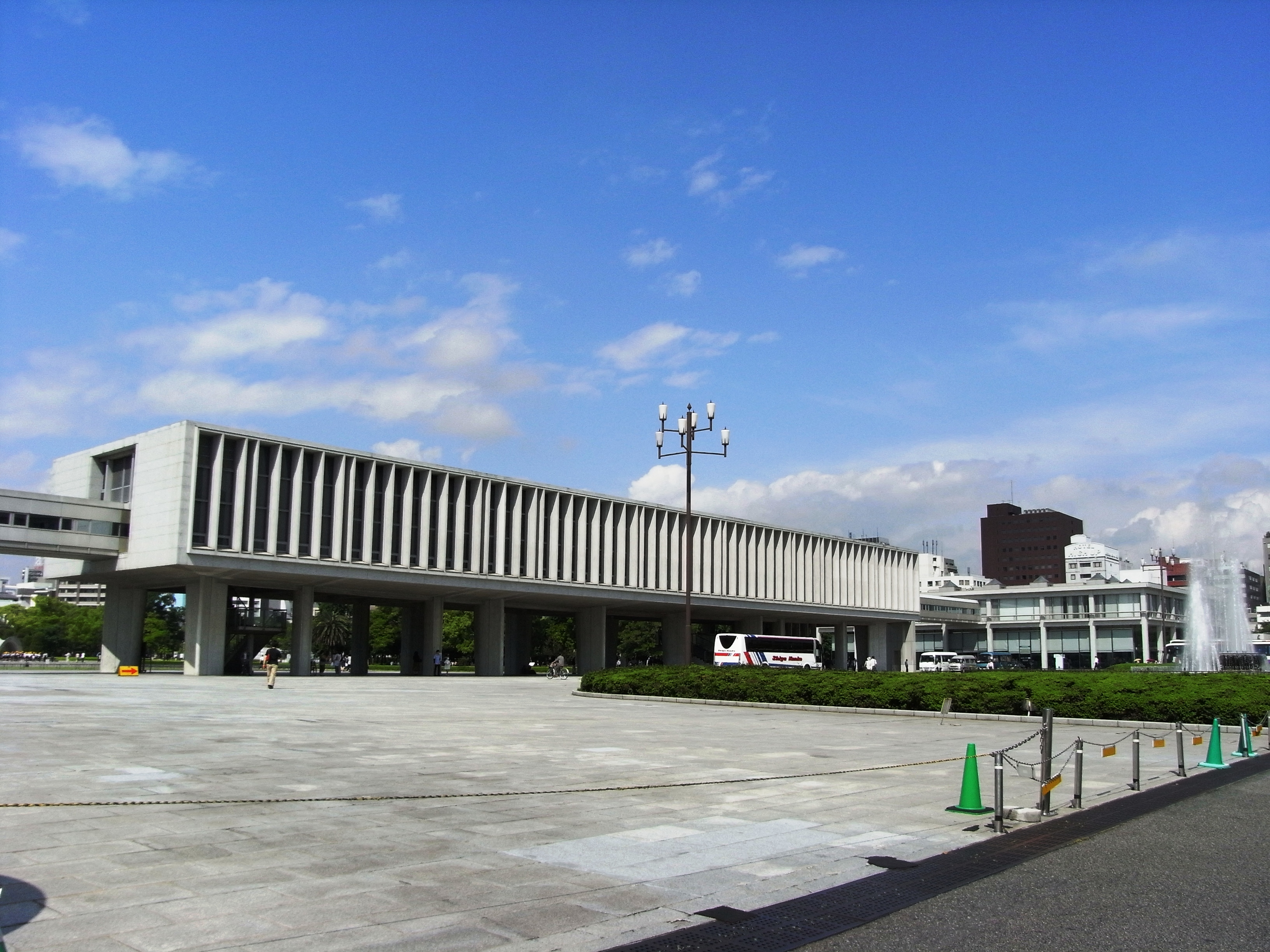
المبنى الرئيسي لمتحف هيروشيما التذكاري للسلام
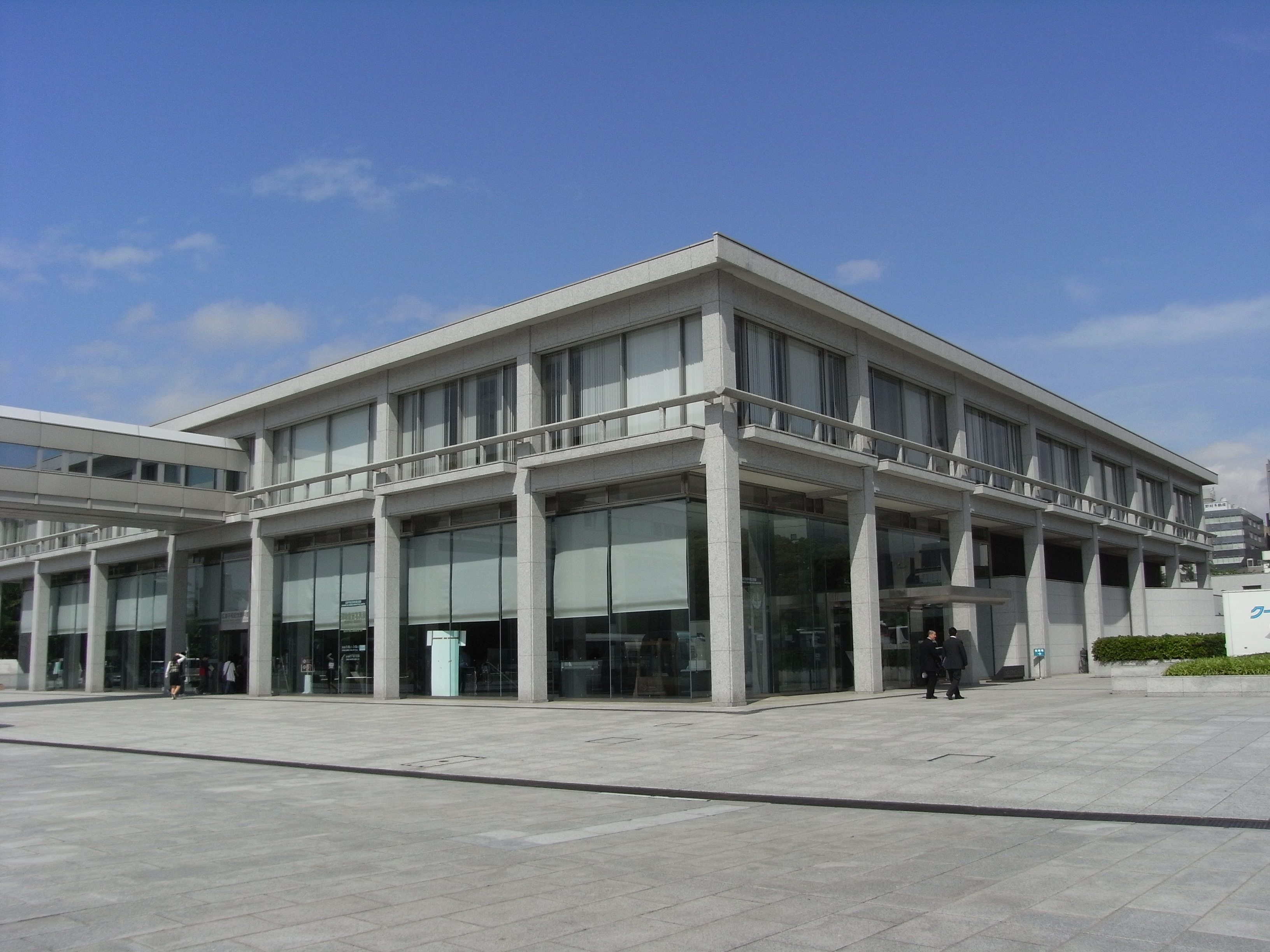
المبنى الشرقي لمتحف هيروشيما التذكاري للسلام
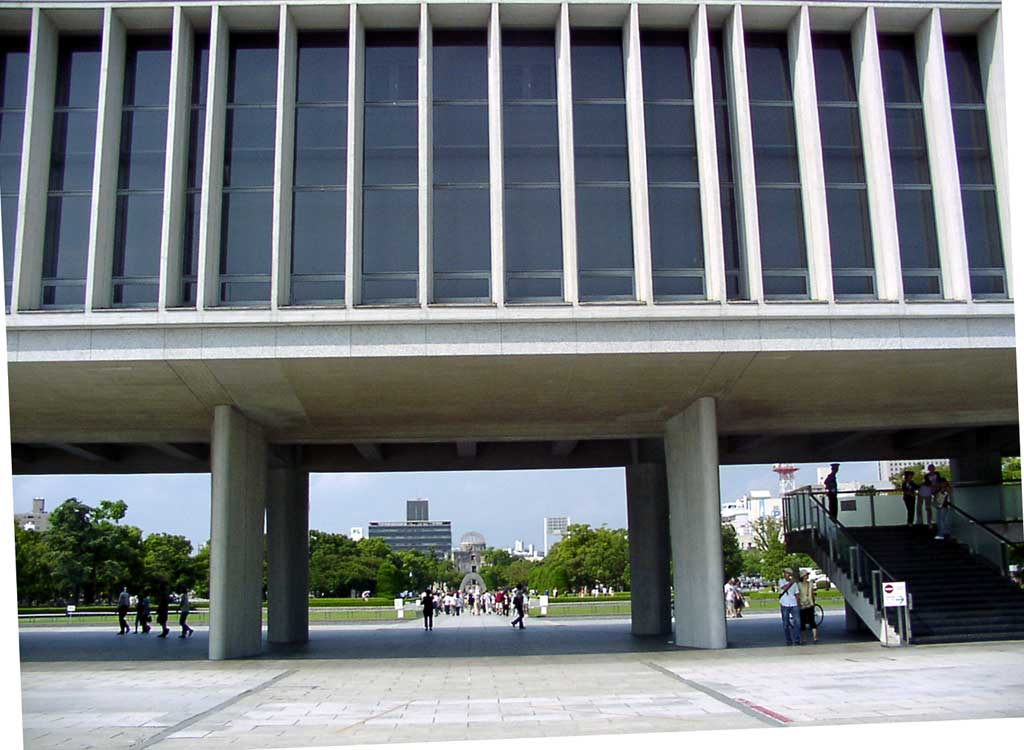
متحف هيروشيما التذكاري للسلام يظهر المحور مع النصب التذكاري وقبة القنبلة A (1949)
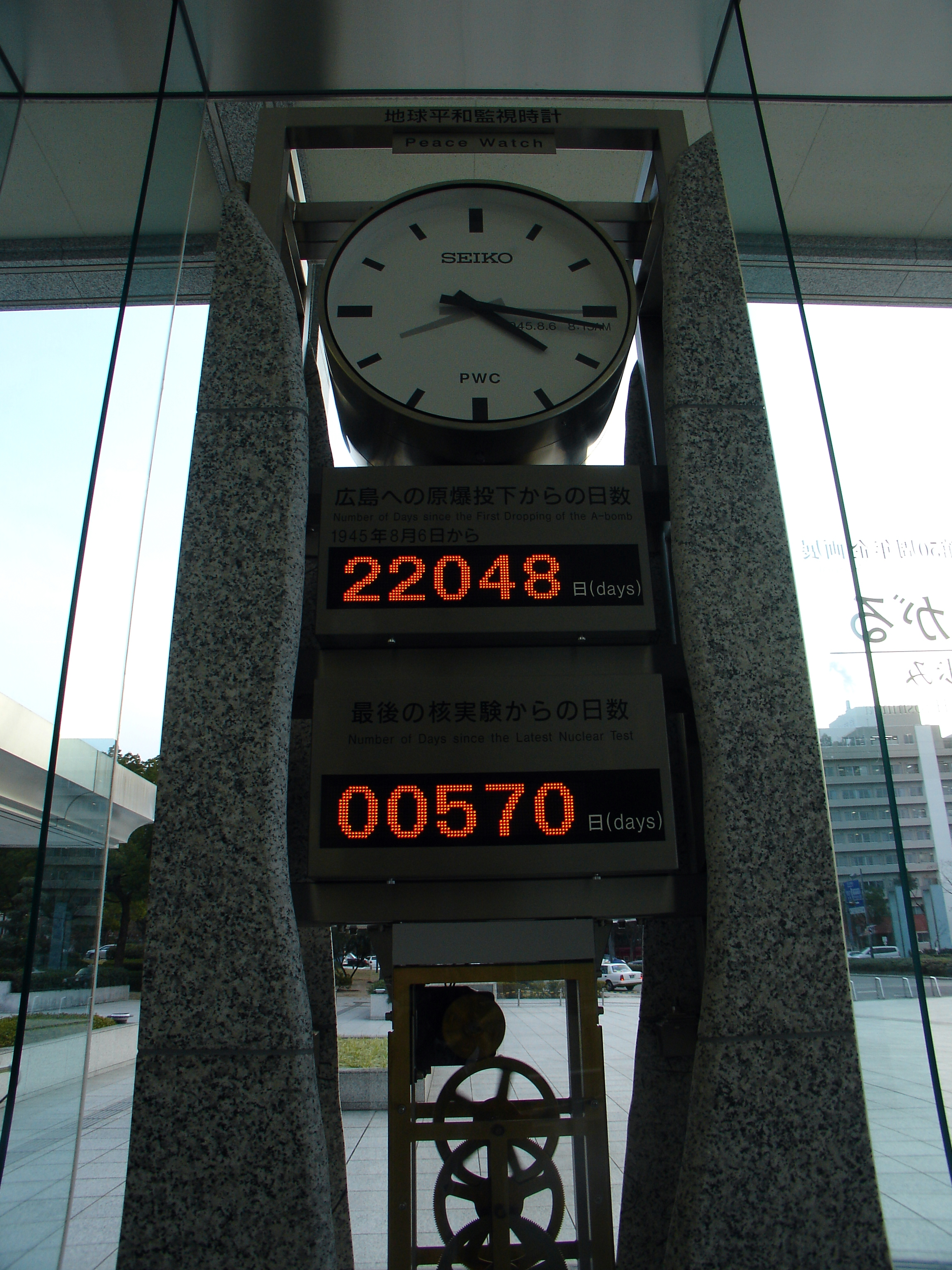
مراقبة السلام